# 6 Pułk Ułanów Dzieci Warszawskich

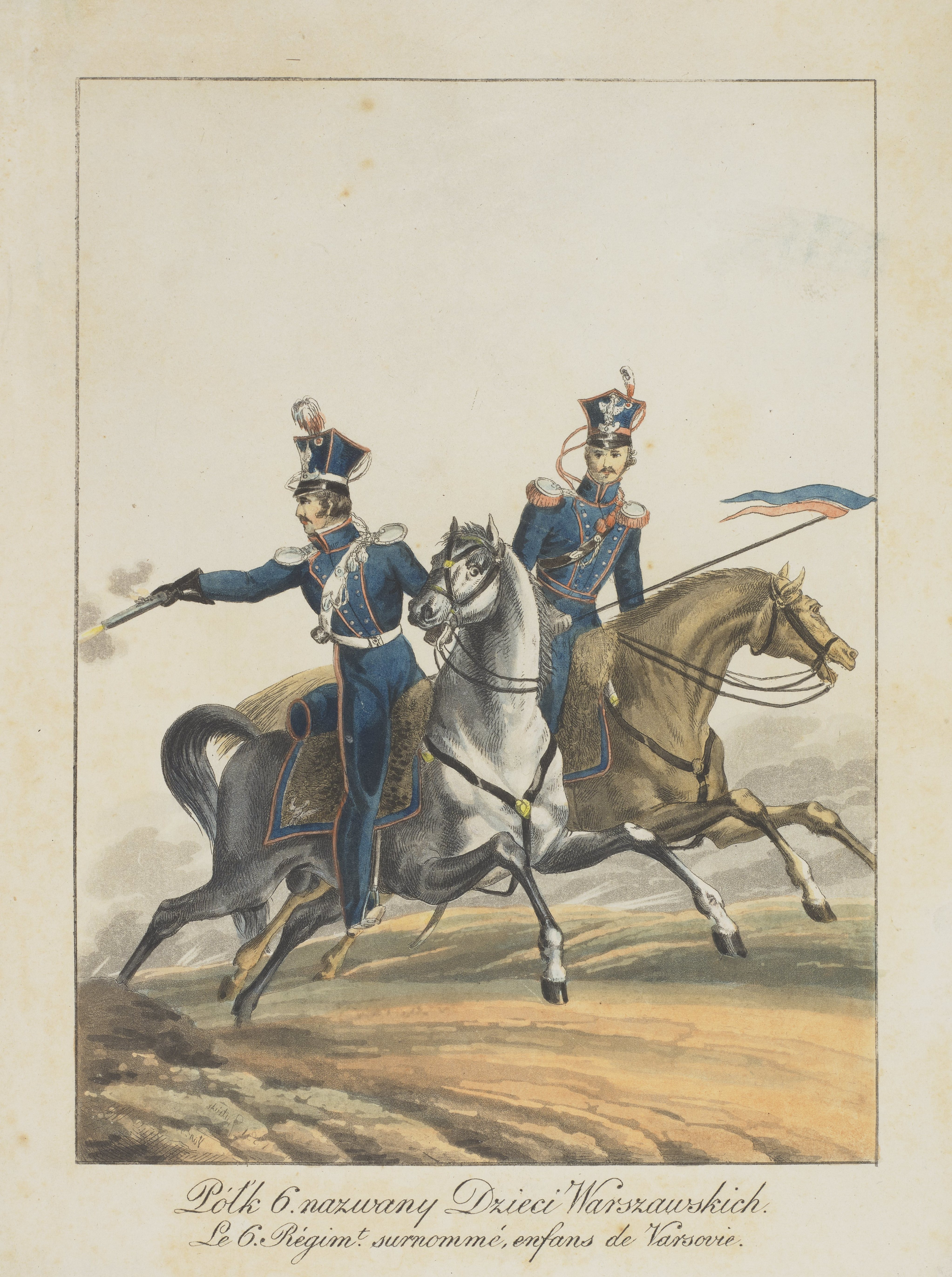
Ułani 6 Pułku Dzieci Warszawskich na akwaforcie Fryderyka Krzysztofa Dietricha (1831)

6 Pułk Ułanów Dzieci Warszawskich – oddział jazdy Wojska Polskiego Królestwa Kongresowego.
Pułk został sformowany w styczniu 1831 roku przez Radę Municypalną miasta Warszawy.

## Żołnierze pułku
Pułkiem dowodzili:
- ppłk Ambroży Skarżyński (od 1 lutego w stopniu płk),
- płk hrabia Eustachy Wołłowicz (od 6 lutego),
- płk Kajetan Baliński (od 13 czerwca),
- ppłk Józef Borodzicz (od 19 sierpnia; od 24 września płk).

## Walki pułku
Pułk brał udział w walkach w czasie powstania listopadowego.
Bitwy i potyczki:
- Moczydła (1 kwietnia)
- Mińsk (26 kwietnia)
- Łysobyki (19 czerwca)
- Krynka i Zembry (28 sierpnia)

W czasie wojny z Rosją żołnierze pułku zostali wyróżnieni 35 Orderami Virtuti Militari, w tym jednym kawalerskim, 20 złotymi i 14 srebrnymi.